# Chedda de Tlemcen
La chedda de Tlemcen est une tenue traditionnelle algérienne, de la ville de Tlemcen.
Pur produit de l'artisanat tlemcénien, le costume nuptial de Tlemcen, aussi appelé, lebset el-arftan (« la tenue du caftan »), accumule des pièces de périodes diverses notamment le caftan et la blouza. Il est inscrit au patrimoine culturel immatériel depuis 2012, sous le nom « Les rites et les savoir-faire artisanaux associés à la tradition du costume nuptial de Tlemcen ».

## Description
La tenue est aussi appelée, lebset el-arftan (« la tenue du caftan »). Elle est un caftan traditionnel en velours et aux fils d'or, orné de perles de culture, de colliers, de la meskia et de graffache. Des khorsa (espèce de boucles d'oreilles qui « tombent » des tempes) et d'énormes boucles d'oreille sont suspendues à une calotte conique brodée au fil d'or et déposée sur la tête. Le caftan est ceinturé par l'h'zam, riche ceinture de soie brodée, dont certains modèles sont de grande valeur, et qui est spécialement mise sur lui. Une robe blouza est posée sous le caftan, qui ne laisse apparaitre que le bas de celle-ci. Un foulard de soie brochée appelé aabrouq est placé sur le front de la mariée.
La tenue nuptiale rassemble des systèmes vestimentaires distincts tels que le pagne (fouta) et le péplum à fibules (rda) antiques, des tuniques et coiffes médiévales, des caftans et des gilets ottomans, et des emprunts à la mode d'Europe occidentale, principalement perceptibles dans la robe blouza. La coutume qui veut qu'un cercle rouge, obtenu à l'aide d'une substance appelée lêkar, soit dessiné au milieu de chaque joue persiste, cette croyance vise à protéger la jeune mariée des esprits malins.
La tenue est considérée à Tlemcen, comme le plus cher et le plus bel habit que porte la mariée le jour de ses noces, mais également les autres femmes lors des mariages. Cet habit est porté par les mariées avec d'autres bijoux comme les perles de culture djouhar, les colliers suspendus meskia, el-kholkhal qui se mettent autour de la cheville, en plus des bracelets, alors que la tête est coiffée d'une chéchia (ou chachiya) conique brodée de fils d'or sur laquelle est noué le mendil de mensoudj, genre de foulard où sont posés sept à neuf diadèmes dont les zerrouf (tiare), djébin (diadème) et autres ornements,.

## Patrimoine de l'Unesco
Depuis 2012, la chedda est inscrite au patrimoine culturel immatériel, en tant que costume nuptial de Tlemcen et les rites, ainsi que les savoir-faire artisanaux qui y sont associés.
La ville de Mostaganem possède une variante jumelle. Dans la ville d'Oran, certaines mariées, optent pour une chedda tlemcénienne ou mostaganémoise, plutôt que pour la robe blanche. Elle est également portée à Mascara.

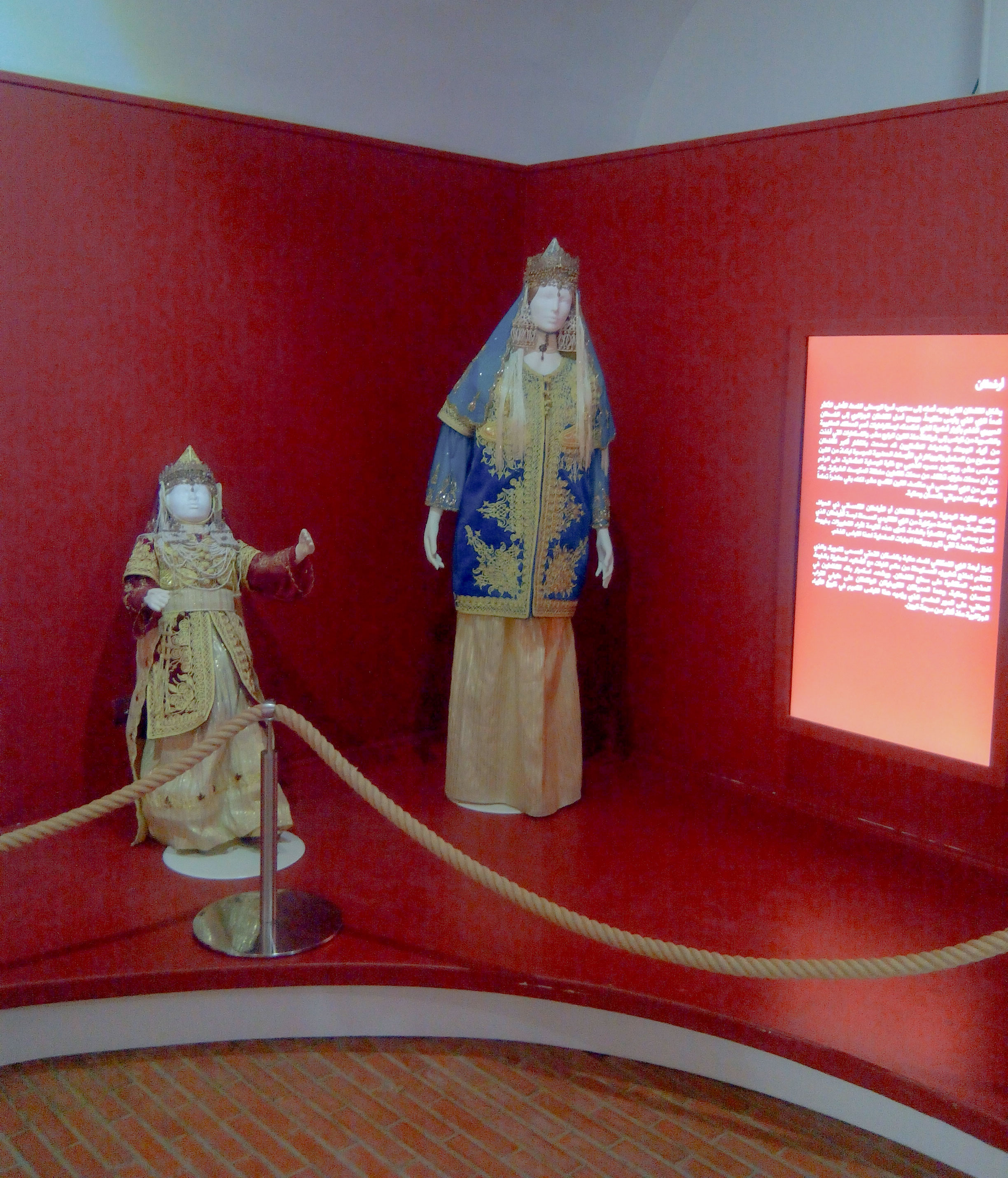
Expositions de la chedda.
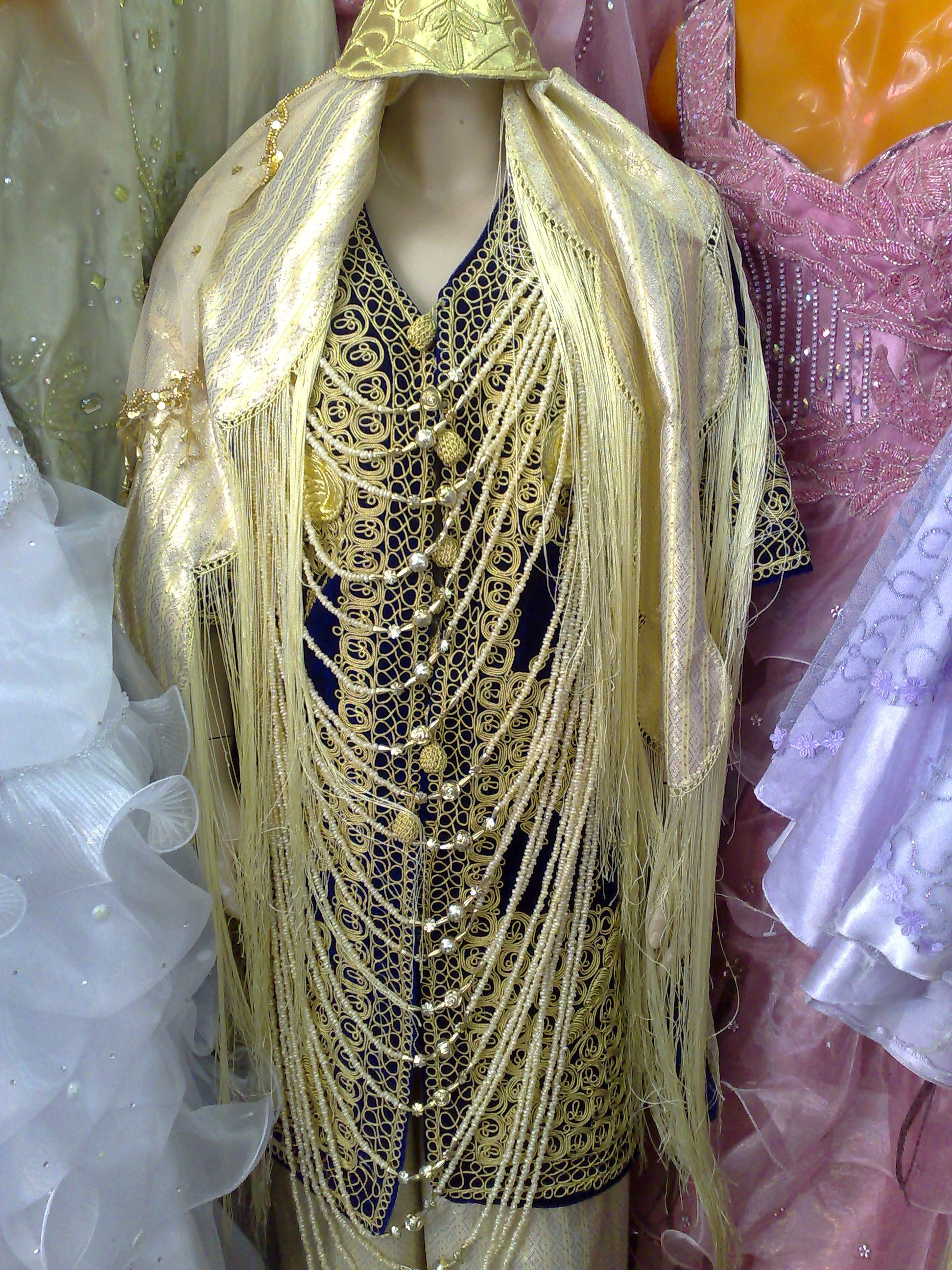
Le caftan court dit arftan, et la coiffe chéchia.
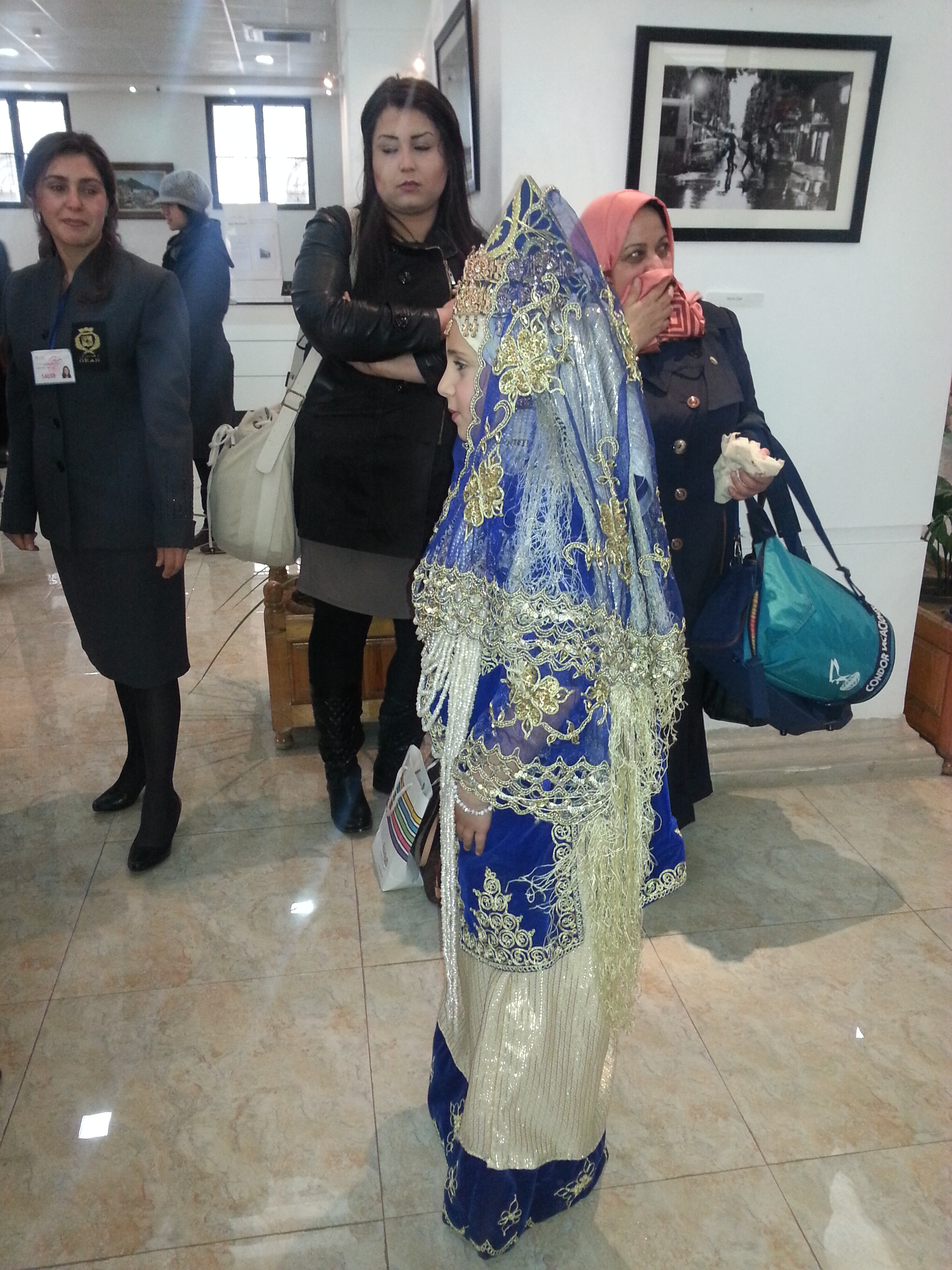
Une petite fille en chedda.
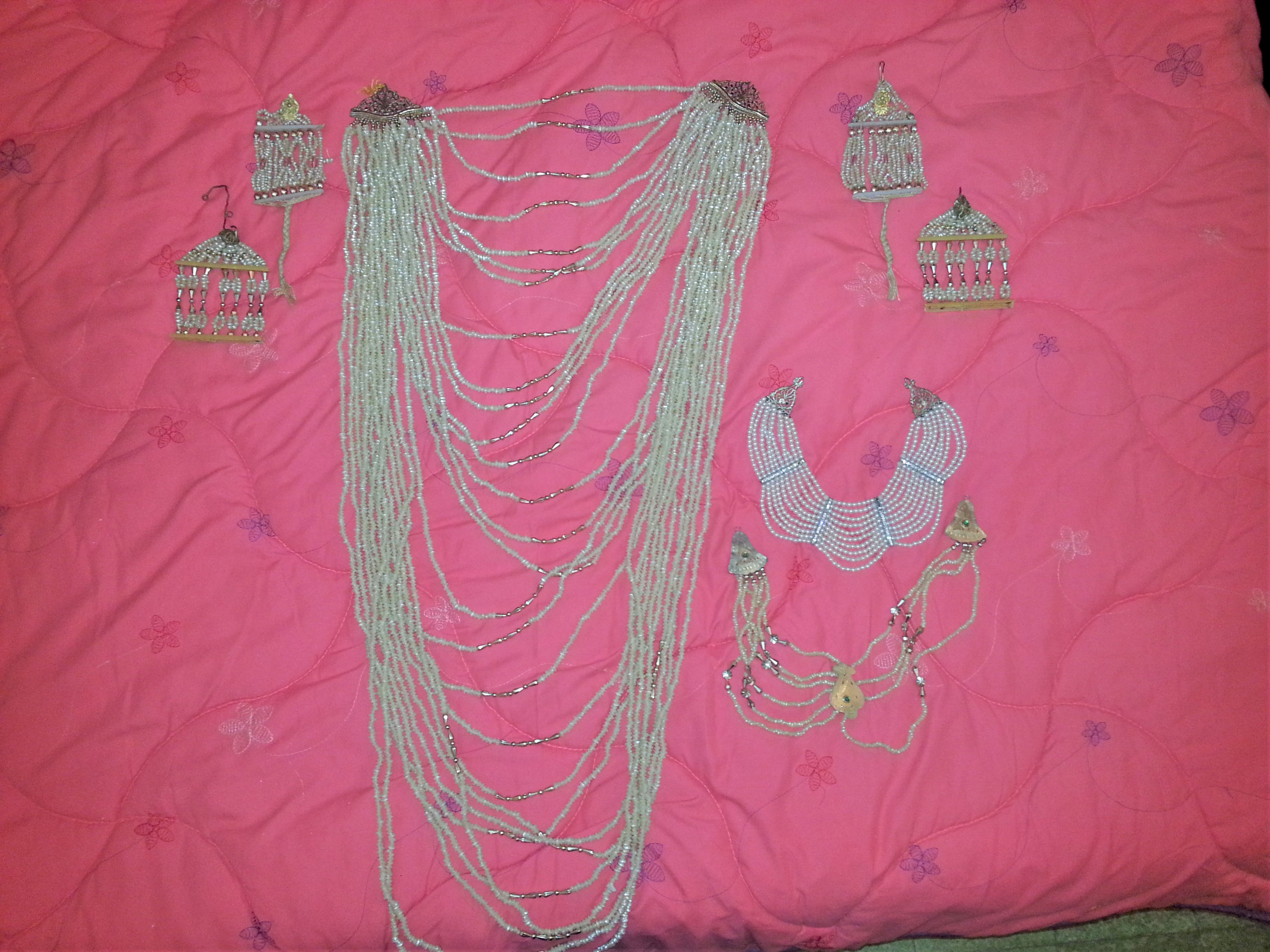
Bijoux utilisés dans la chedda.
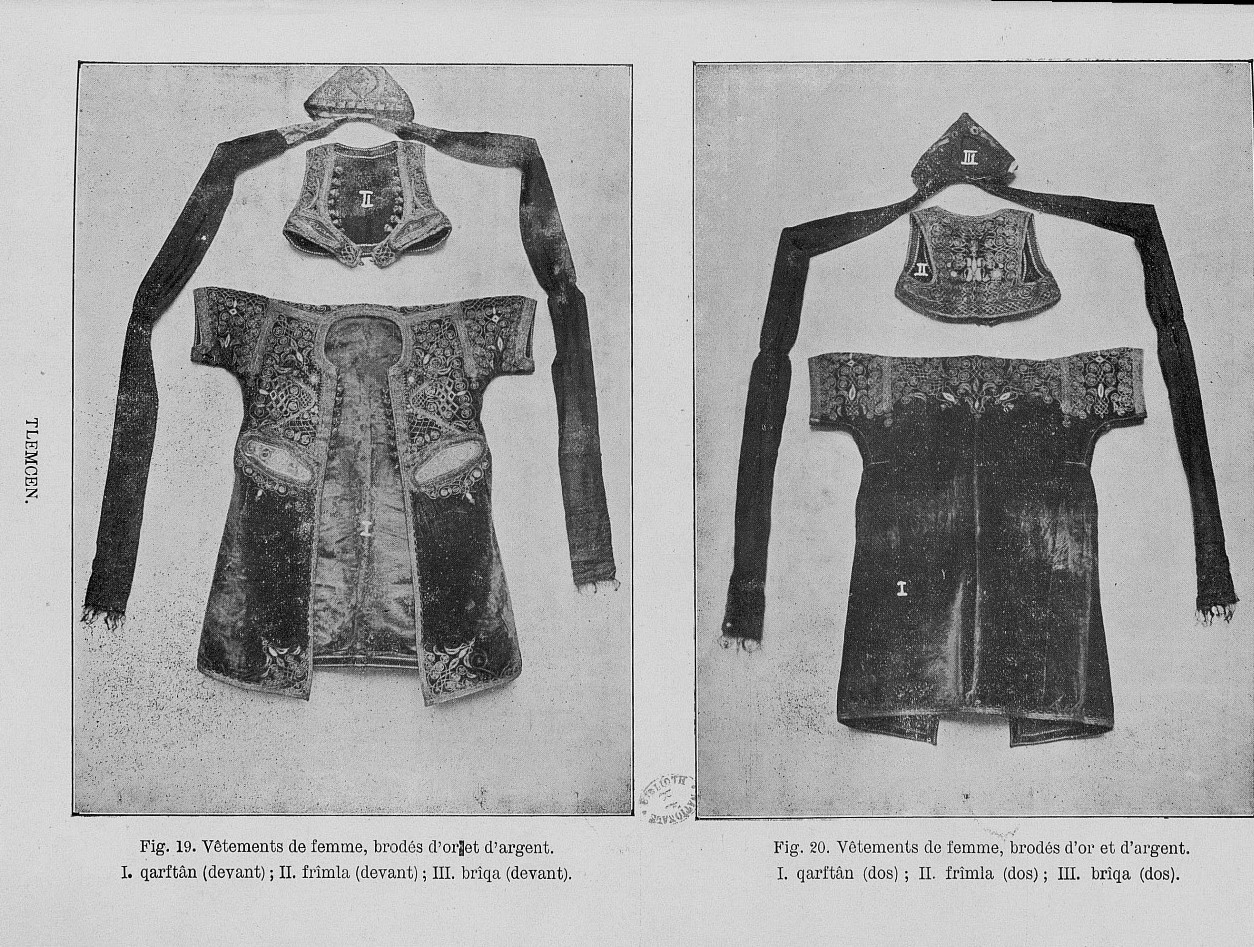
Qarftan (devant et dos), au début du XXe siècle.
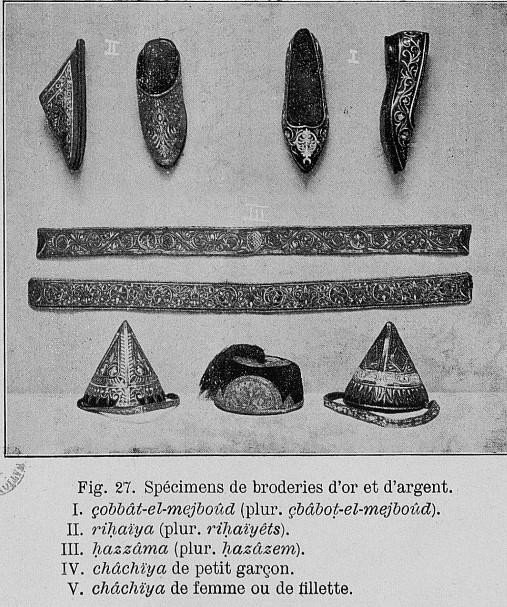
Chachiya conique brodée de Tlemcen, au début du XXe siècle.